# Marylin Star
Marilyn Star, née Kathryn Gannon, le 12 avril 1969, à Prince George, en Colombie-Britannique) est une actrice pornographique canadienne.

## Biographie
Son premier film était More Dirty Debutantes 30, produit par Ed Powers (sorti en 1994). Elle épouse l'homme d'affaires japonais Bruce Akahoshi en avril 1994 puis divorce en 1997.
En décembre 1999, elle a été inculpée de délit d'initié. Star échappe à l'arrestation en fuyant à Vancouver, en Colombie-Britannique, au Canada, où elle a épouse un courtier, Michael Gilley, en 2000. Elle est arrêtée le 24 mai 2000, et finalement extradée vers les États-Unis. Gilley a demandé le divorce le 13 octobre 2000. Elle est condamnée à trois mois dans un Women's Correctional Center, à Danbury, dans le Connecticut.